# Ludwig Kühn (Rundfunkpionier)
Ludwig Kühn (* 30. Juli 1884; † 12. Juli 1962 in Nürnberg) war ein deutscher Ingenieur auf dem Gebiet der Funktechnik. 

## Leben
Ludwig Kühn promovierte 1910 an der Technischen Hochschule Hannover mit einer Arbeit über Die Spannungsgefahren an geerdeten, eisernen Masten zum Doktoringenieur. 1911 führte er als Mitarbeiter der C. Lorenz AG an der Radiostation Eberswalde Versuche mit drahtloser Telefonie durch. 1912 wechselte er zu Telefunken, wo er die erste Telefunken-Hochfrequenzmaschine mit einer Antennenleistung von 1 kW und einer Frequenz von 120 kHz entwickelte. Stärkere Anlagen folgten. Von 1916 bis 1923 arbeitete er, zunächst als Ober- und später als Chefingenieur, bei der Firma Dr. E. F. Huth in Berlin.
In seiner Zeit bei E. F. Huth entwickelte Ludwig Kühn zusammen mit Erich Huth die Huth-Kühn-Schaltung und baute um 1917 einen ersten 250-Watt-Sender. Bald darauf entwickelte er die Methode der Anodenstrommodulation. 
Etwa ab 1922 sendete er jeden Tag über Mittag eine drahtlose Telefonie-Sendung vom Huthschen Senderlaboratorium aus. Die Sendungen umfassten Text- und Musikbeiträge und wurden jeweils mit der Ansage „Hier der Telefoniesender der Firma Dr. E. F. Huth“ eingeleitet. Später arbeitete er mit dem Rundfunksender der Firma Huth auf dem Magdeburger Platz.
1924 wechselte er von Huth zur Rundfunk-AG in München, wo er Oberingenieur wurde. Danach war er im Wernerwerk der Siemens & Halske AG tätig, wo er sich vor allem mit Leistungsverstärkern beschäftigte, ehe er 1928 ins Sachsenwerk wechselte, wo er bis 1933 die Rundfunkabteilung leitete. Danach arbeitete er bis 1945 als Oberbeamter wieder bei Telefunken. 1950 ging er in den Ruhestand.

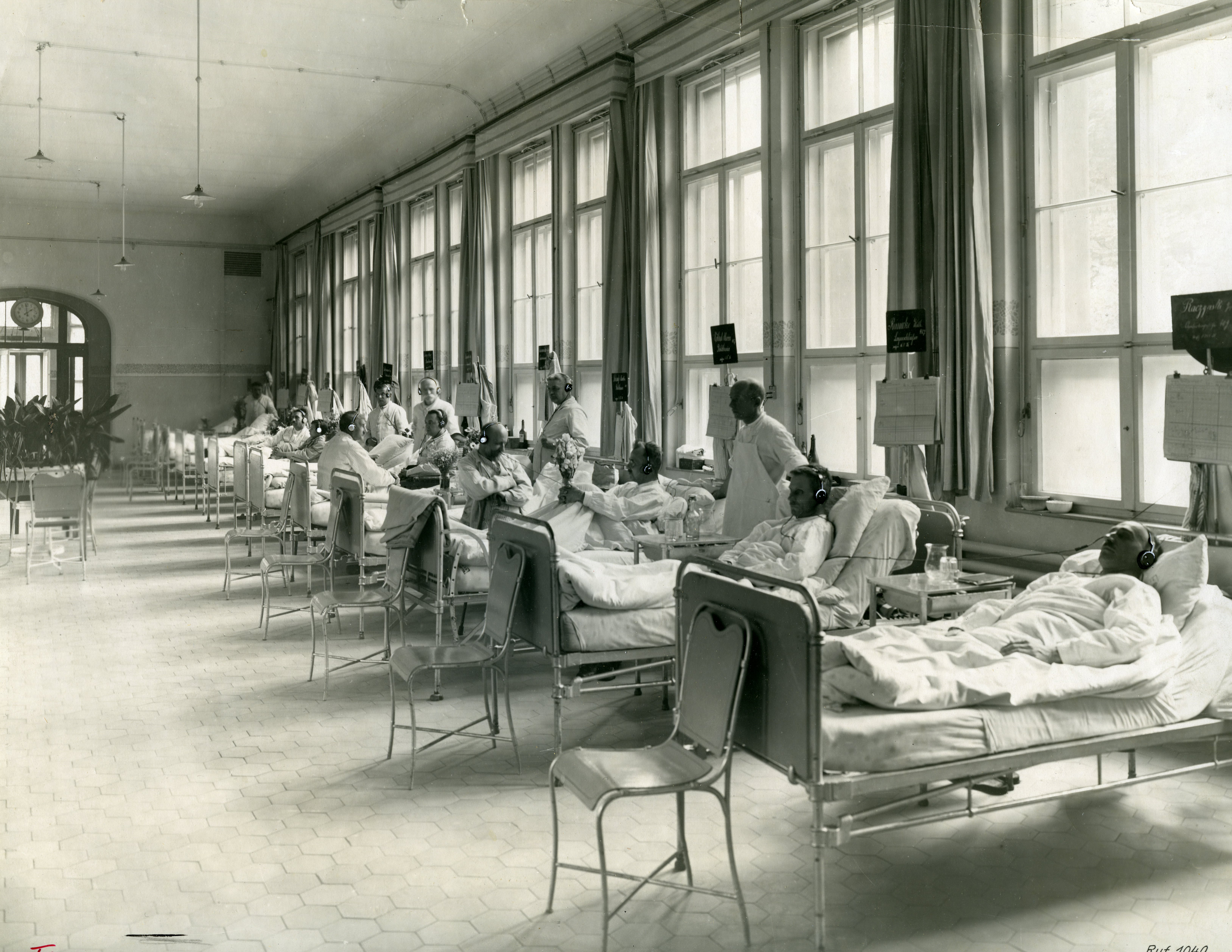
Patienten mit Kopfhörern in einer Krankenanstalt (wahrscheinlich im Auguste-Viktoria-Krankenhaus) in Berlin. Das Bild wurde 1927 zur Illustration eines Vortrags Kühns verwendet.

## Publikationen (Auswahl)
- Über ein neues radiotelephonisches System, in Elektrotechnische Zeitschrift 35, 1914, S. 816–819.
- Zur Theorie des magnetischen Verstärkers mit freier Magnetisierung, in Frequenz. Zeitschrift für Schwingungs- und Schwachstromtechnik 7, 1953, Heft 4, S. 89–93.